# Pousio
Pousio (ou poisio), em agricultura, é nome que se dá ao descanso ou repouso proporcionado às terras cultiváveis, interrompendo-lhe as culturas para tornar o solo mais fértil.
Além desta finalidade, pode ser usado como meio de controle de ervas daninhas, consorciada a outras práticas, como a rotação de culturas.
O pousio aumenta a recuperação da bioestrutura do solo e a profundidade de enraizamento, tendo por consequência o aumento das trocas das substâncias humidificadas e seu reabastecimento, verificado, por exemplo, em solos das regiões tropicais.
A prática é comum entre pequenos agricultores que, após o plantio por três anos sucessivos, deixam a área em pousio por 3 a 5 anos o que, a depender do local, não é suficiente para a recuperação da fertilidade; em tais casos recomenda-se o uso de leguminosas para acelerar a recuperação, pois esta promove a fixação de nitrogênio.